# 1939
Évszázadok: 19. század – 20. század – 21. század
Évtizedek: 1880-as évek – 1890-es évek – 1900-as évek – 1910-es évek – 1920-as évek – 1930-as évek – 1940-es évek – 1950-es évek – 1960-as évek – 1970-es évek – 1980-as évek
Évek: 1934 – 1935 – 1936 – 1937 –  1938 – 1939 – 1940 – 1941 – 1942 – 1943 – 1944

## Események

### január
- január 1. – Bill Hewlett és Dave Packard megalapítják Palo Altóban a Hewlett-Packard céget.
- január 4. – Beck lengyel külügyminiszter Münchenben tárgyal Joachim von Ribbentrop német külügyminiszterrel a német–lengyel konfliktus feloldásáról.
- január 5.
  - A Komintern Titkárságának ülése, amelyen Josip Broz Titót bízzák meg a Jugoszláv Kommunista Párt vezetésével.
  - Hivatalosan is halottnak nyilvánítják az 1937-ben eltűnt amerikai legendás pilótanőt, Amelia Earhartot.
- január 6. – A Munkácsnál kialakult csehszlovák–magyar katonai konfliktusnak több halálos áldozata van.
- január 10. – Több csehszlovák városban tartanak magyarellenes demonstrációkat. Pozsonyban a tömeg szétveri a magyar Esti Újság szerkesztőségét.
- január 13. – Romániában letartóztatják a Vasgárda egyik fő vezetőjét, Nae Ionescu egyetemi tanárt.[1]
- január 15. – Jugoszláviában válsághelyzet alakul ki, amikor Zágrábban Radic-párti hívek önrendelkezési jogot követelnek Horvátországnak.
- január 16. – Jugoszláviában Milan Stojadinović összehívja a hónapok óta szünetelő skuptinát, a belpolitikai válság feloldására.
- január 20. – Zsidó kivándorlási központ felállítása Németországban.[2]
- január 24. – Chilét erős földrengés rázza meg, amely mintegy 130 000 km² területet érint (Chillán és Concepción).
- január 26. – A falangista erők olasz katonai segítséggel elfoglalják Barcelonát a spanyol polgárháború során.
- január 27. – Csehszlovákia 16 millió angol font értékű angol–francia kölcsönt kap.

### február
- február 1. – Olaszország kormánya szerződést kínál Albániának, csatlakozzon az Olasz Királysághoz.
- február 2.
  - Magyarország német nyomásra csatlakozik az antikomintern paktumhoz.
  - A veszprémi 3/3. „Sárga Vihar” bombázórepülő-század egyik Ju 86-os gépe – Debrecenből Veszprémbe történő repülése során – Jászberénynél lezuhan. (A pilóta és egy fedélzeti lövész meghal.)
  - A Szovjetunió megszakítja a diplomáciai kapcsolatot Magyarországgal,[3] az antikomintern paktumhoz való csatlakozás miatt.
- február 4. – A horvát ellenzék nyomására Milan Stojadinović jugoszláv kormányfő lemond.[4]
- február 5. – Dragiša Cvetković alakít kormányt Jugoszláviában.[4]
- február 8. – Bulgária kereskedelmi egyezményt köt a Szovjetunióval.[5]
- február 10.
  - Az albán országgyűlés elutasítja az olasz csatlakozási „javaslatot”.
  - A Vatikánban, nyolcvanegy éves korában meghal XI. Piusz pápa.[6]
- február 11. – Bánffy Miklós vezetésével megalakul a Romániai Magyar Népközösség, az erdélyi magyarság kulturális és gazdasági-társadalmi képviseletének ellátására.[7]
- február 12. – Vojtech Tuka, a Szlovák Néppárt (HSL’S) radikális, nácibarát szárnyának vezéralakja Adolf Hitlerrel tárgyal és segítséget kér az önálló szlovák állam megteremtéséhez.[8]
- február 16. – Magyarországon megalakul gróf Teleki Pál második kormánya.[9]
- február 23. – Joszif Visszarionovics Sztálin utasítására a Komszomol vezetőjét, Koszarjovot kivégzik, valamennyi titkárt lágerbe száműzik. (A pontos létszám ma sem ismert.)
- február 24. – A magyar kormány feloszlatja az ún. Hungarista mozgalmat.
- február 26. – Ítélet nélkül azonnal agyonlövik az Ukrán Központi Bizottság elnökét, Sztanyiszlav Kosziort, aki a köztársaság legmagasabb rangú vezetője.[10]
- február 27. – Franciaország és Anglia hivatalosan elismeri a Franco kormányozta Spanyolországot.
- február 28.
  - A bolgár sajtó éles hangon bírálja Romániát a dobrudzsai Belitza községnél történt véres incidens miatt.[11]
  - A szlovák autonóm kormány képviselői Berlinben Hermann Göringgel tárgyalnak a Szlovákiának szánt német pénzügyi segély feltételeiről. (Berlin a cseh-szlovák állam felbomlását követeli.)[12]

### március
- március 2. – Eugenio Pacelli bíborost pápává választják; tisztségét XII. Piusz néven néven tölti be.[6]
- március 7.
  - A magyar kormánypárt (Nemzeti Egység Pártja) átalakult Magyar Élet Pártjává.
  - Romániában Armand Călinescu alakít kormányt.[13]
- március 10.
  - A prágai kormány bevezeti Szlovákiában a katonai diktatúrát.
  - Lemond Jozef Tiso az autonóm szlovák kormányfői posztról.
- március 11. – Karol Sidor vezetésével új szlovák autonóm kormány alakul.[12]
- március 13. – Jozef Tiso német meghívásra Berlinbe utazik, ahol Adolf Hitlerrel és Joachim von Ribbentroppal tárgyal, akik értésére adják, hogy amennyiben Szlovákia nem nyilvánítja ki függetlenségét, sorsára hagyják az országot és kiszolgáltatják szomszédjainak, Magyarországnak és Lengyelországnak.[8]
- március 14. – Jozef Tiso tájékoztatja a pozsonyi parlamentet a Berlinben folytatott tárgyalásokról. A parlament megszavazza az önálló szlovák állam létrehozását. Pozsonyban kikiáltják az önálló Szlovákiát.[8]
- március 15.
  - Adolf Hitler ultimátumszerűen közli Berlinben Emil Hácha cseh-szlovák köztársasági elnökkel, hogy hajnali 6 órakor Németország elkezdi a cseh országrészek katonai megszállását.[12]
  - Kárpátaljára bevonulnak a magyar hadsereg egységei.[14]
- március 16. – A Hradzsinban, a régi prágai várban Adolf Hitler német kancellár kikiáltja a Csehország és Morvaország Protektorátusát. (A kommunista tevékenységet folytató személyek ellen indított akcióban 4376 személyt tartóztatnak le.)[12]
- március 17. – Jozef Tiso felkéri Adolf Hitler kancellárt Szlovákia „védelmére”.
- március 18. – Kárpátaljára bevonult magyar hadsereg első egységei elérik a lengyel határt.
- március 18–23. – Németország és Szlovákia közt védelmi szerződést írnak alá. (Szlovákiában ennek értelmében német védelmi zónát hoznak létre a Kis-Kárpátok sávjában.)[12]
- március 21. – A Szovjetunióban befejeződik a VIII. Kongresszus, ahol elfogadják a harmadik „5 éves tervet”. Sztálin záróbeszédében a közelgő háború elkerülhetetlenségéről beszél.
- március 22. – Németország területéhez csatolja Litvániától a stratégiailag fontos Memel-vidéket a litván kormány „hozzájárulásával”.
- március 23.
  - Szlovák–német „védelmi és együttműködési szerződés”,[8] amelyben Németország 25 évre garantálja Szlovákia állami függetlenségét.
  - Román-német gazdasági egyezmény.[15]
  - Elkezdődik a szovjet invázió Hszincsiangban.
- március 24. – Kárpátalja visszacsatolása során, Szobránc légterében összecsap a szlovák és a magyar légierő, melynek eredményeként kilenc szlovák repülőgép semmisül meg a légi harcban. Még ezen a napon magyar bombázókötelékek támadást intéznek az iglói repülőtér ellen.
- március 28. – Spanyol nacionalisták bevonulnak Madridba, miután 28 hónap alatt felmorzsolták az egymással viszálykodó köztársaságiak ellenállását.[16]
- március 31. – Nagy-Britannia garanciát vállalt, hogy mindent lehetségest elkövet Lengyelország függetlenségének megvédésére.[17]

### április
- április 1. – Francisco Franco tábornok rádióbeszédben jelenti be győzelmét és a Spanyolországban dúló polgárháború végét.[16]
  - Magyarország prágai nagykövetsége átalakul főkonzulátussá.
- április 3. – Adolf Hitler kiadja az utasítást a legfelsőbb katonai vezérkarának, hogy haladéktalanul kezdjék meg a Lengyelország lerohanásának katonai terveit kidolgozni.
- április 4. – Aláírják a magyar–szlovák határszerződést, amely a kelet-szlovákiai térségben hoz békét.
- április 7. – Olaszország megtámadja Albániát,[18] I. Zogu király Görögországba menekül.[19]
- április 11. – Magyarország kilép a Népszövetségből.[20]
- április 12. – Albániában az alkotmányozó gyűlés felajánlja az albán trónt az olasz királynak.[19]
- április 13. – Nagy-Britannia garanciát vállal Románia, Görögország és Lengyelország határaira.[19]
- április 27.
  - Bevezetik Angliában az általános védkötelezettséget.
  - Alois Eliáš tábornok vezetésével új protektorátusi kormányt neveznek ki a németek. (Eliáš kapcsolatot tart fenn a cseh ellenállással.)[12]
- április 28.
  - Németország felmondja az 1934-ben aláírt német–lengyel megnemtámadási szerződést. (Joachim von Ribbentrop megismétli az 1938 októberi követeléseit Lengyelországgal szemben.)[21]
  - Kárpátalja kormányzói biztosává báró Perényi Zsigmondot nevezik ki.
- április 30. – A nemrég alakult Szlovákiában befejezik a szlovák korona jegyzését, a záráskor 360 millió koronával.[22]

### május
- május 3. – Az eddigi szovjet külügyi népbiztost, Makszim Litvinovot leváltják, utódja Vjacseszlav Mihajlovics Molotov lesz.[23]
- május 4. – Német–jugoszláv hitelmegállapodás hadianyagok vásárlására.[4]
- május 5.
  - Magyarországon hatályba lép a második zsidótörvény.[24]
  - Beck lengyel külügyminiszter nyilatkozatában nyílt háborús provokációnak minősíti, hogy Adolf Hitler egyoldalúan felmondta a német–lengyel megnemtámadási szerződést.
- május 9. – Spanyolország kilép a Népszövetségből.
- május 10. – Jugoszlávia és Magyarország légi forgalmi egyezményt ír alá.
- május 11. – Lengyelország elutasítja a Szovjetunió által szorgalmazott kollektív biztonsági szerződés megkötését.[21]
- május 12. – Nagy-Britannia és Törökország kölcsönös segítségnyújtási egyezményt ír alá.[25]
- május 17.
  - VI. György brit király megkezdi első kanadai látogatását, feleségével és kíséretével Québecbe érkeznek.
  - Az angol kormány kiadja a „Fehér Könyvet”, amely erősen korlátozza az Angliába történő zsidó bevándorlást.
- május 20. – A Pan Am elindítja első transzatlanti járatát.
- május 22. – Berlinben aláírják a külügyminiszterek a német–olasz barátsági és szövetségi szerződést, az acélpaktumot.[26] Ezzel párhuzamosan hangos tüntetések zajlanak Danzigban.
- május 25. – A német fennhatóságúvá lett Prágában bezárják a brit nagykövetséget.
- május 28–29. – Országgyűlési választások Magyarországon (titkos választójog alapján).[14]
- május 29. – Magyarországon az országgyűlési választásokon a mandátumok 70%-át kapja a kormánypárt. Előretör a szélsőjobboldal, a baloldali ellenzéki pártok visszaszorultak.[22]

### június
- június 4. – St. Louis gőzös, fedélzetén 907 zsidó menekülttel nem kap kikötési engedélyt Florida partjainál, a hajó visszafordul Európába. A hajón lévők közül sokan pusztultak el később koncentrációs táborokban.
- június 7. – Megkezdődik Jugoszláv Nemzeti Bank aranytartalékainak Nagy-Britanniába menekítése.[25]
- június 9. – A „náchodi incidens”. A megszállt cseh területeken, Náchod városában meggyilkolnak egy német katonatisztet. A németek kegyetlen megtorló intézkedéseket vezetnek be a térségben.
- június 11. – Szlovákiában német „államtitkárságot” állít fel a Tiso-kormány. Vezetője a Szlovákiában élő német nemzetiség egy tagja, Karmassin nevű mérnök, aki egyben a Gestapo szolgálatában is áll.
- június 21. – A megszállt Csehország német protektora, Konstantin von Neurath bevezeti az ún. „árja-rendelkezéseket" Cseh és Morvaországban. Megkezdődik a térségben is a zsidóüldözés.
- június 24. – A Siam kormány Thaiföld elnevezésre változtatta a nevét, ami „szabad földet” jelent nyelvükön.
- június 29. – Ignacy Mościcki lengyel köztársasági elnök rádióbeszédében kijelenti, hogy a lengyelek Danzig kikötőjéért, és a lengyel korridorért minden áldozatra készek, önként Németországnak át nem adják.

### július
- július 4. – A cseh–morva protektorátusi kormány átveszi az antiszemita nürnbergi törvényeket.[12]
- július 6. – Az utolsó még néhány hadi okokból engedélyezett németországi zsidó vállalatot is bezárják.
- július 7. – Kárpátalján megszűnt a katonai közigazgatás, hatályba lépett a polgári közigazgatásra vonatkozó rendelet.
- július 18. – Négy nap alatt, 46 órás repülés után Horthy István sportrepülőjével megérkezik Bombayba. (A repülésről a sajtó mint „egyedülálló” sportteljesítményéről tudósít.)[27]
- július 19. – Róma Czapik Gyulát nevezi ki veszprémi püspökké.[28]
- július 21. – A pozsonyi parlament elfogadja a szlovák állam alkotmányát, az ország hivatalos elnevezése Szlovák Köztársaság (Slovenská republika).[8]
- július 22. – Éles hangú sajtókampány indult a bukaresti román nyelvű sajtóban a magyar rádió erdélyi híranyagai miatt.
- július 23. – Mohandász Karamcsand Gandhi levelet intéz Hitlerhez, amelyben kéri, álljon el a háború tervétől.
- július 29. – Makón népi írók és paraszt-politikusok megalapítják a Nemzeti Parasztpártot (NPP), melynek elnökévé Szabó Pált választják.[29]
- július 30–31. – Fegyveres incidens a magyar–román határon, Técső körzetében.

### augusztus
- augusztus 1. – A magyar kormány tiltakozik a román külügyminisztériumnál Bukarestben a Técső községénél lezajlott román határincidens miatt.
- augusztus 11. – A romániai kőolaj-finomítóknál óriási tűz pusztít.
- augusztus 12. – Magyar–román egyezményt írnak alá a Tisza-folyón történő hajózás ügyében.
- augusztus 19.
  - Hitler megkezdi a lengyel invázió tervének részletes kidolgoztatását. (Kiadja a parancsot, hogy két csatahajó, az Admiral Graf Spee és a Deutschland cirkáló, valamint több tucat tengeralattjáró helyezkedjék támadóállásba.)
  - Ezen a napon szerződik lovásznak Pejacsevich János grófhoz Aperianov Zakariás, minden idők legtöbb derbygyőzelmét arató tréner. (16 lovával nyert Magyar Derbyt.)
- augusztus 20. – Georgij Zsukov vezette szovjet haderő döntő győzelmet arat a mongol-mandzsúriai határnál a Japán Császári Hadsereg felett.
- augusztus 22. – A német birodalmi kancellár kijelenti, hogy „Lengyelország megsemmisítése első számú feladatunk […] Propaganda céljából majd közölni fogok valamilyen okot a háború kirobbantására, nem számít, hiteles lesz-e, vagy sem.”[21]
- augusztus 23. – A Molotov–Ribbentrop-paktum aláírása Moszkvában.[13][30]
- augusztus 25.
  - Hitler parancsára – a lengyel invázió előkészítéseként – Németország beszüntet minden kommunikációt a külvilággal. (A külügyminisztérium minden kifelé irányuló távirati és telefonos kommunikációt leállít.)
  - Nagy-Britannia és Lengyelország kölcsönös segítségnyújtási egyezményt köt. (Nagy-Britannia csak a tárgyalások rendezését fogadja el a lengyel kérdésben.)[21]
- augusztus 26.
  - Hitler elhalasztja – a brit–lengyel egyezmény miatt – az e napra tervezett Lengyelország elleni támadást.[21]
  - Dragiša Cvetković jugoszláv kormányfő és Vladko Maček HSS-elnök megállapodása a szerb–horvát kiegyezésről. (Horvátország autonóm bánsággá alakul saját parlamenttel és kormánnyal, amelynek feje a bán, Ivan Šubašić. A HSS belép a kormányba.)[4]
- augusztus 28. – A szlovák kormány mozgósítást rendel el Lengyelország ellen. (A szlovák állam szeptember 5-én lép hadba.)[31]
- augusztus 30. – Lengyelország általános mozgósítást rendel el a német és szlovák fenyegetések miatt.
- augusztus 31. – Egy SS-kommandó tagjai lengyeleknek öltözve betörnek a glivicei (Gleiwitz) rádióadóba. (Hitler „a birodalom aktív védelmére hivatkozva” kiadja a támadási parancsot. Lásd: Gleiwitzi incidens.)[21]

### szeptember
- szeptember 1.

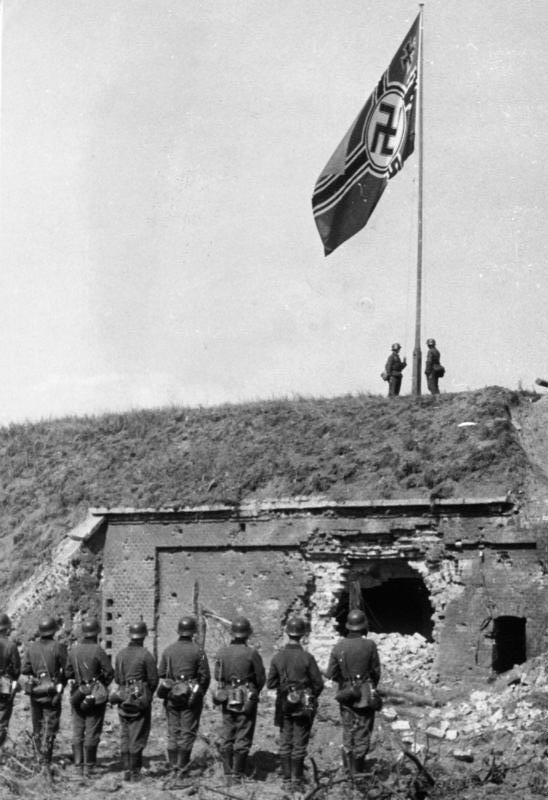
Náci hadilobogó a lengyel Westerplatte-félszigeten

  - Hajnali 4 óra 55 perckor Németország hadüzenet nélkül megtámadja Lengyelországot, a danzigi korridor miatt két nappal korábban elrendelt lengyel mozgósításokra válaszul. (A Gdański-öbölben horgonyzó Schleswig-Holstein német sorhajó tüzet nyit a Westerplatte enklávéra. Ezzel megindul a második világháború eseménysora.)[21]
  - A lengyelországi támadás hírére délután 12 óra 35 perckor (ottani idő szerint), a Broadcasting Houseból az Alexandra Palaceba érkezett utasításhoz képest fél órás csúszással leáll a BBC, Nagy-Britannia és a világ első éles tévécsatornája. (A szolgálatban lévő üzemmérnököt, Douglas Birkinshaw-t 10 órakor kérték meg az adás déli lekapcsolására. A közhiedelem szerint a Touchdown Mickey című rajzfilmet félbeszakítva szüntették meg az adást, ezzel szemben a 12:05-tól futó Mickey's Gala Premiere rajzfilm volt az utolsó műsor, amely végig is ment, és ezt 12:13-tól már csak tesztábra követte. Az adás csak a II. világháború után, 1946-ban indult újra.)[32]
- szeptember 2.
  - A francia szenátus és képviselőház zárt ülésen egyhangúlag 70 milliárd frank rendkívüli hitelt szavaz meg a háborús szükségletek finanszírozására.[33]
  - Jugoszlávia kinyilvánítja semlegességét a német-lengyel konfliktusban.[34]
- szeptember 3.
  - Nagy-Britannia és Franciaország ultimátumban követeli a német csapatok visszavonását Lengyelországból,[21] s a határidő lejártával hadat üzen Németországnak.[33]
  - A hadiállapot beálltát követően az U–30 tengeralattjáró figyelmeztetés nélkül elsüllyeszti a brit Athenia óceánjárót.[33]
  - India és Ausztrália hadat üzen Németországnak.
  - Új-Zéland hadat üzen Németországnak.
- szeptember 4. – Nepál hadat üzen Németországnak.
- szeptember 5.
  - A szlovák állam kinyilvánítja hadba lépését.
  - Az Egyesült Államok kinyilvánítja semlegességét. (A Roosevelt elnök által aláírt eredeti törvény elviekben megtiltotta, hogy a nagyhatalom fegyvert adjon el és szállítson a hadviselő államok bármelyikének, azonban lehetővé tette a Cash and Carry – fizess és vidd – elv alapján a fegyverek szállítását baráti hadviselő államok számára.)[35]
  - A BBC megkezdi magyar nyelvű adásának sugárzását. („Itt London. Az angol rádió híreit adjuk a 49 méteres sáv 1 hullámhosszán és a 41 méteres sáv 2 hullámhosszán” hangzott fel az első beköszöntő. Az adó 2005. december 16-án szüntette be adását.)[36]
- szeptember 6.
  - A Dél-afrikai Unió hadat üzen Németországnak.
  - Románia kinyilatkoztatja semlegességét.[34]
  - A német hadsereg elfoglalja Krakkót.[37]
- szeptember 7. – Elesik a Gdańsk mellett található Westerplatte lengyel erődje.
- szeptember 8–27. – Varsó ostroma.
- szeptember 9.
  - A lengyel védelem összeomlik.[21]
  - Franciaország offenzívát indít Németország ellen a Saar-vidéken.[38]
- szeptember 10.
  - A magyar–lengyel határon megjelenik az első lengyel menekültcsoport.[39]
  - Kanada hadat üzen Németországnak.
  - A magyar kormány nem ad engedélyt a német csapatok Magyarországon való átvonulására.
- szeptember 17.
  - A szovjet Vörös Hadsereg – a németekkel együttműködve – betör Lengyelország keleti részeibe.[40] (A német csapatok az augusztus 23-i szovjet–német megnemtámadási szerződés titkos záradéka értelmében visszahúzódnak a Narew és Visztula vonalára.)[21]
  - A legyőzött Lengyelország kormánya és több mint 100 ezer katona román területekre menekül.
- szeptember 18. – Magyarország megnyitja határait a lengyel menekültek előtt.[3]
- szeptember 20. – Varsó bombázása.
- szeptember 21. – A vasgárdisták megölik Armand Călinescu román miniszterelnököt.[13]
- szeptember 22. – A Lwów lengyel város védelmével megbízott W. A. Langner tábornok megadásul átadja a város kulcsát a támadó szovjet csapatok parancsnokának.
- szeptember 23. – A magyar–szovjet diplomáciai kapcsolatokat helyreállítják.[3]
- szeptember 26. – Törvényen kívül helyezik a Francia Kommunista Pártot.
- szeptember 27.
  - A német csapatok bevonulnak Varsóba.[41] (A lengyel kormány Bukarestbe menekül.)[21]
  - Lengyel tisztek egy csoportja Karaszevicz-Tokarzevsi tábornok vezetésével megalakítja a Lengyelország Győzelmének Szolgálata (SZP) szervezetet az illegális harc érdekében.[42]
- szeptember 28. – Megkötik a szovjet–német határszerződést. (A Szovjetunió új határa a Curzon-vonal közelében húzódott, így Észtország, Litvánia, Lettország, Nyugat-Belorusszia és Nyugat-Ukrajna is a szovjet érdekszférához került.)[43]

### október
- október 5. – Hitler győzelmi parádét rendez Varsóban.[44]
- október 6. – A franciaországi Angers-ben lengyel emigrációs kormány alakul – a Piłsudski-féle szervezet – a Sanacja kevésbé exponált képviselőiből és az ellenzéki pártok (Lengyel Szocialista Párt, Parasztpárt, Nemzeti Párt, Munkáspárt) vezetőiből. (A miniszterelnök Władysław Sikorski, az államelnök pedig Władysław Raczkiewicz lett. A kormány székhelye Párizs.)[21]
- október 8. – Hitler utasítására a megszállt lengyel terület felét a Német Birodalomba bekebelezett területnek nyilvánítják. (Wartheland és Danzig-Nyugat-Poroszország néven új körzeteket hoznak létre. Kelet-Poroszországot és Sziléziát jelentős lengyel területekkel bővítik ki, ún. kormányzósági járásokkal, mint Zichenau és Katowitz.)[21]

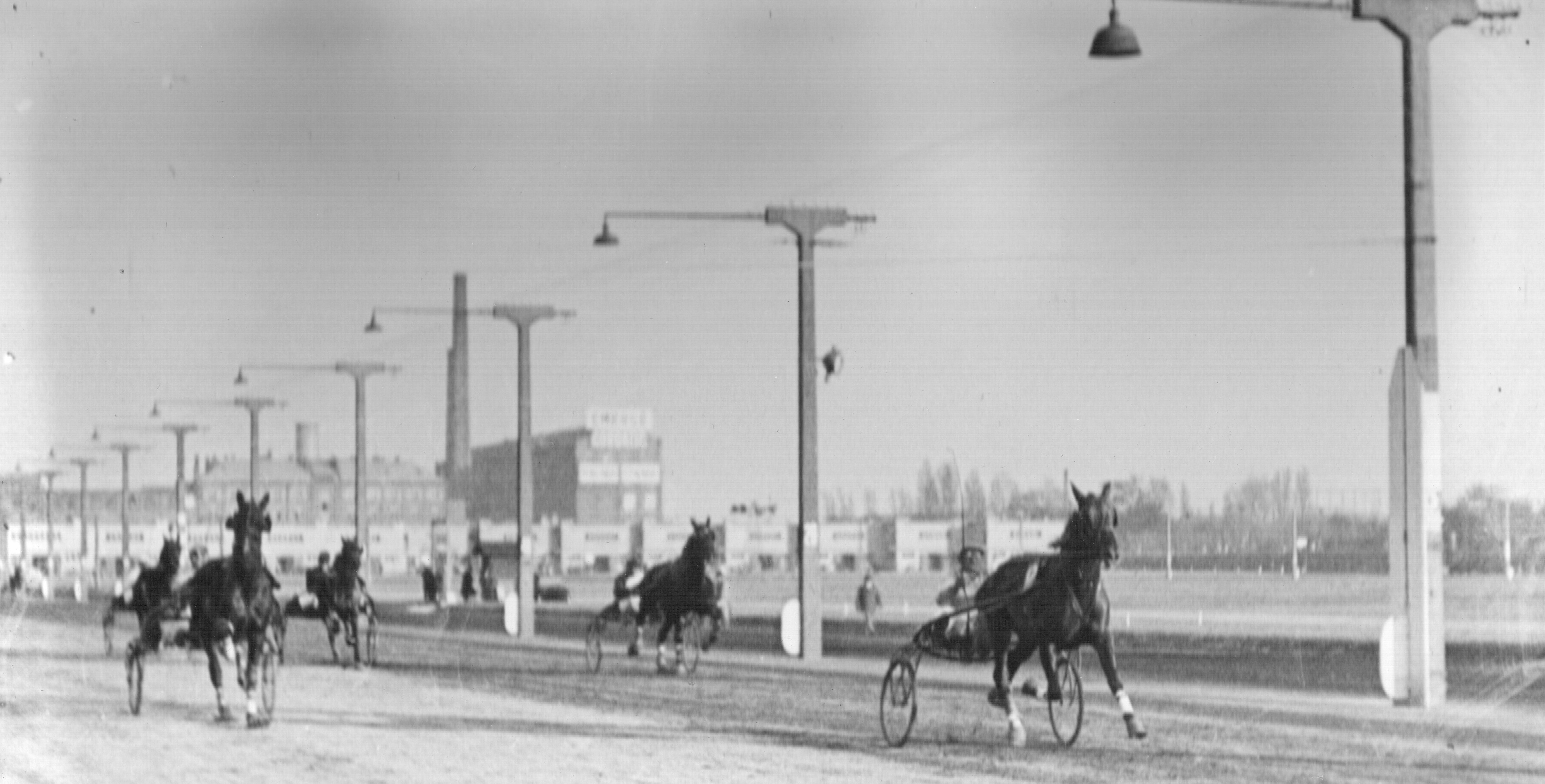
Levandula díj győztese az Ügetőn

- október 22. – Hans Frankot nevezik ki a megszállt lengyel területek főkormányzójává.[21]
- október 25. – Lengyelország megmaradt területeit Krakkó fővárossal Főkormányzóság néven német polgári közigazgatás alá helyezik.[21]
- október 26. – Jozef Tisót a Szlovák Köztársaság elnökévé választják.[31]
- október 28.
  - Prágában tömeges tüntetés a náci megszállás ellen. A karhatalom két tüntetőt megöl, kilencet megsebesít. (November 15-én az egyik áldozat, a 24 esztendős Jan Opletal diák temetése újabb tüntetést vált ki.)[31]
  - Heinrich Himmler kiadja az egész SS-re vonatkozó szaporodási rendeletet. (A „jó vérű” német leányok és asszonyok legszentebb kötelessége, hogy a katonák gyermekeket nemzzenek nekik, még mielőtt elindulnak a háborúba.)[45]

### november
- november 1–2. – Nyugat-Ukrajna és Nyugat-Belorusszia csatlakozik a Szovjetunióhoz.
- november 2. – Szlovákiában Vojtech Tuka alakít kormányt.[46]
- november 6. – A németek bezárják a krakkói Jagelló Egyetemet, a professzorokat a sachsenhauseni koncentrációs táborba hurcolják.[37]
- november 17. – A német hatóságok elrendelik az összes cseh főiskola bezárását. (Kilenc diákvezetőt kivégeznek, 1200 diákot deportálnak.)[31]
- november 30. – A Szovjetunió megtámadja Finnországot.[47] (Téli háború)

### december
- december 10.–december 11. – A kolbászháború-nak elkeresztelt ütközött a finnek és a Vörös Hadsereg egységei között a Ladoga-tótól északra
- december 14.
  - A Lengyel Főkormányzóság területén sor kerül az első utcai kivégzésekre.[48]
  - A Szovjetuniót kizárják a Népszövetségből.[49]
- december 27. – Varsóban a németek 109 túszt lőnek agyon.[50]

### Határozatlan dátumú események
- február – Károlyi Mihály családjával Angliába költözik, befejezi politikai tevékenységét.[51]
- november – Létrejön a Zsidó Katonai Szövetség.[21]
- december eleje – Több szervezet egyesüléséből Nagy-Lengyelországban létrejön a „Nyugati Területek Önkéntes Hadserege”.[21]
- az év vége – A megszálló szovjet csapatok bezáratják az 1920-ban Józef Piłsudski lengyel marsall által rendelettel újraalapított Kremenyeci Líceumot.

## Az év témái

### 1939 az irodalomban
- Megjelent az első Superman képregény január 16-án
- Babits Mihály: Jónás imája (Jónás könyvének befejező költeménye)
- Kodolányi János: Árvíz, Végrendelet (drámák) bemutatói
- Illyés Gyula: Ki a magyar? – esszé
- Weöres Sándor: A vers születése (disszertáció)
- Ottlik Géza: A Drugheth legenda – novella (közölve a Nyugat c. folyóiratban)
- Németh László: Alsóvárosi legenda – regény (Utolsó Kísérlet c. ciklus második regénye)
- Veres Péter: Szocializmus, nacionalizmus – esszékötet
- Illés Béla: Kárpáti rapszódia – regény
- Benjámin László: Csillag nem jött – verseskötet
- Darvas József: Egy paraszt család története – szociográfiai írás
- Szabolcsi Bence: A zene története – tanulmány, alapmű
- Stephen Spender: A csendes központ (The Still Centre) – riport, élmény kötet, versekkel a spanyol polgárháborúról
- T. S. Eliot: Családi összejövetel (The Family Reunion) – színmű
- Joyce Cary: Miszter Johnson (Mister Johnson) – regény
- Agatha Christie: Tíz kicsi néger (Ten Little Indians) – bűnügyi klasszikus regény
- Richard Llewellyn: Hová lettél, drága völgyünk? (How Green Was My Valley?) – regény
- James Joyce: Finnegan ébredése (Finnegans Wake)
- Eugene O’Neill: Eljő a jeges (The iceman commeth) – színmű
- William Saroyan: Így múlik el az életünk (The Time of Your Life) – színmű
- John Steinbeck: Érik a gyümölcs (The Grapes of Wrath – fordításban: A harag gyümölcsei) – regény
- Bertolt Brecht: Kurázsi mama és gyermekei (Mutter Courage und ihre Kinder) – dráma, emigrációban íródott, ősbemutató: 1941.
- Teofila Reich-Ranicki: Doktor Erich Kästner lírai házipatikája (Doktor Erich Kästners Lyrische Hausapotheke) – haladó gondolkodású esszé
- Kjeld Abell: Anna Sophie Hedwig – dán korszakos színmű
- Romain Rolland: Robespierre – színmű (a forradalmi sorozatból)
- Hippolyte Jean Giraudoux: Sellő (Ondine) – színjáték
- André Gide: Napló (első kötet) (Le Journal) – esszé
- Aimé Césaire: Visszatérés a szülőföldemre (Cahiers d'un retour au pays natal) – verses „napló”
- Thomas Mann: Lotte Weimarban (Lotte in Weimar) – regény
- Eugenio Montale: Alkalmak (Le occasioni) – verseskötet
- César Vallejo: Humánus versek (Poemas humanos) – verseskötet, az 1923–1938 között keletkezett versek publikációja
- Arkagyij Petrovics Gajdar: Csuk és Gek (Csuk i Gek) – ifjúsági regény, orosz nyelvterületen klasszikus
- Mihail Bulgakov: A Mester és Margarita (Masztyer i Margarita) – a dráma írását kezdi el ebben az évben, 1940-ben fejezi be, megjelenik 1966-ban

### 1939 a sportban
- Az Újpest nyeri az NB1-et. Ez a klub ötödik bajnoki címe.
- Asztalitenisz-világbajnokság Kairóban. Barna Viktor huszonkettedik világbajnoki címét nyeri.
- Sportlövő-világbajnokság Luzernben. A magyar csapat két arany- és egy bronzérmet nyer.
- Birkózó-Európa-bajnokság Oslóban. A magyar csapatból Bóbis Gyula és Tóth Ferenc egy-egy bronzérmet szerez.
- Jégkorong-Európa-bajnokság Svájcban.
- Műkorcsolya-Európa-bajnokság Zakopaneban.
- Ökölvívó-Európa-bajnokság Dublinban. A magyar csapatból Bondi Miksa ezüst-, Szigeti Lajos bronzérmet nyer.
- Vitorlázó-Európa-bajnokság Gdyniában. A magyar csapatból Heinrich Tibor ezüstérmet nyer.
- Főiskolai világbajnokság Monacóban. A versenyek a második világháború eseményei miatt félbeszakadnak.
- 8. sakkolimpia Buenos Airesben. A verseny után a második világháború kitörése miatt az élsakkozók többsége nem tért vissza Európába.

### 1939 a zenében
- január 9. – Kontrasztok (Bartók) bemutató, Szigeti József, Benny Goodman és Petri Endre közreműködésével, a Pihenő c. tétel nélkül.
- március 23. – Bemutatják 2. hegedűverseny (Bartók)ét
- augusztus – Bartók Béla elkezd dolgozni a IV. vonósnégyesen, és novemberben fejezi be
- Kodály Zoltán: Felszállott a páva (variációk egy magyar népdalra).
- Benjamin Britten: Színvázlatok – dalsorozat Arthur Rimbaud verseire

## Születések
- január 2. – Konstanze Vernon, német táncos († 2013)
- január 3. – Sas József, Jászai Mari-díjas magyar színész, humorista († 2021)
- január 4. – Korda György, magyar énekes, előadóművész
- január 10. – Scott McKenzie, amerikai énekes († 2012)
- február 3. – Michael Cimino, Oscar-díjas amerikai filmrendező († 2016)
- február 4. – Szilágyi Miklós néprajzkutató, muzeológus († 2019)
- február 9. – Barbér Irén magyarországi szlovén író-, újságírónő († 2006)
- február 12. – Ray Manzarek, amerikai zenész, a Doors tagja († 2013)
- február 12. – Fehér György magyar operatőr, tv-filmrendező és színész († 2002)
- március 14. – Szegedi Molnár Géza, magyar humorista, parodista († 2008)
- március 15. – Pap Éva Jászai Mari-díjas magyar színésznő († 2023)
- március 22. – Dalmy Dénes magyar építőmérnök, egyetemi oktató
- március 29. – Terence Hill (Mario Girotti), olasz színész
- április 7. – Francis Ford Coppola, amerikai filmrendező
- április 9. – Hugo Villanueva, válogatott chilei labdarúgó († 2024)
- április 20. – Tiboldi Mária Jászai Mari-díjas magyar színésznő († 2023)
- április 29. – Eleki János agrármérnök, miniszterhelyettes, országgyűlési képviselő (1980–1990), az Elnöki Tanács tagja (1985–1990) († 2020)
- május 4. – Dunai Imre, magyar gazdaságpolitikus († 2004)
- május 7. – Ruggero Deodato, olasdz filmrendező (Cannibal Holocaust) († 2022)
- május 13. – Harvey Keitel amerikai színész
- május 19. – Vermesy Péter magyar zeneszerző († 1989)
- május 21. – Lászlóffy Csaba József Attila-díjas költő, író, drámaíró († 2015)
- május 25. – Kígyós Sándor filmrendező († 2018)
- május 25. – Ian McKellen angol színész
- május 27. – Don Williams amerikai country-zenész († 2017)
- június 13. – Szentmihályi Antal olimpiai bajnok magyar labdarúgókapus, edző
- június 15. – Lőrincz L. László, magyar író
- július 1. – Karen Black, amerikai színésznő, forgatókönyvíró, dalszerző és énekes († 2013)
- július 3. – Kovács László, magyar szocialista politikus, volt külügyminiszter, az Európai Bizottság adó- és vámügyi biztosa
- július 11. – Kristó Gyula, magyar történész, akadémikus († 2004)
- július 14. – Karel Gott, cseh énekes († 2019)
- július 20. – Kempelen Tünde középiskolai ének-zenetanár, karnagy, kulturális szervező  († 2025)
- július 23. – Veér András, magyar pszichiáter orvos, az Országos Pszichiátriai és Neurológiai Intézet főigazgatója († 2006)
- július 30. – Peter Bogdanovich amerikai filmrendező, forgatókönyvíró, producer, színész, író († 2022)
- augusztus 2. – Wes Craven, amerikai filmrendező († 2015)
- augusztus 4. – Frank Vincent, amerikai színész, zenész († 2017)
- augusztus 11. – Bozay Attila, magyar zeneszerző († 1999)
- augusztus 17. – Kállai Kiss Ernő Kossuth- és kétszeres Liszt Ferenc-díjas magyar klarinét- és tárogatóművész († 2023)
- augusztus 23. – Fazekas Lajos, magyar filmrendező
- augusztus 29. – Kontsek Jolán, olimpiai bronzérmes magyar atléta, diszkoszvető, súlylökő, gerelyhajító, edző († 2022)
- augusztus 29. – Joel Schumacher amerikai filmrendező, forgatókönyvíró és producer († 2020)
- szeptember 13. – Richard Kiel, amerikai színész († 2014)
- szeptember 18. – Graham Shelby brit történelmi regényíró († 2016)
- október 5. – Carmen Salinas mexikói színésznő († 2021)
- október 8. – Bergendy István, Liszt Ferenc-díjas magyar zenész, zeneszerző († 2020)
- október 18. – Lee Harvey Oswald, John F. Kennedy amerikai elnök feltételezett gyilkosa († 1963)
- október 19. – Sándor Pál, Kossuth-díjas magyar filmrendező
- október 21. – Varga János, olimpiai bajnok magyar birkózó, a nemzet sportolója († 2022)
- október 27. – John Cleese, brit komikus, színész, író, a Monty Python-csoport tagja
- október 28. – Halász Péter, magyar agrármérnök, néprajzkutató
- november 18. – Margaret Atwood, kanadai író, költő, műkritikus, feminista aktivista
- november 25. – Vékás Lajos, magyar jogtudós, az MTA tagja
- november 26. – Tina Turner, Grammy-díjas amerikai énekesnő († 2023)
- november 27. – Detrekői Ákos, magyar egyetemi professzor, a Budapesti Műszaki és Gazdaságtudományi Egyetem rektora, a Magyar Rektori Konferencia elnöke, az MTA tagja († 2012)
- november 27. – Kozma István, olimpiai bajnok magyar birkózó († 1970)
- november 27. – Laurent-Désiré Kabila, a Kongói Demokratikus Köztársaság elnöke († 2001)
- november 27. – Beke Margit magyar egyháztörténész, történelem-orosz szakos középiskolai tanár, az MTA doktora, a történelemtudomány kandidátusa
- november 29. – Domenico Monardo, amerikai zenész († 2023)
- december 30. – Kajdi János, magyar ökölvívó († 1992)

## Halálozások
- január 23. – Matthias Sindelar osztrák labdarúgó, az osztrák Wunderteam középcsatára (* 1903)
- január 25. – Schneller István pedagógiai író, egyetemi tanár (* 1847)
- január 28. – William Butler Yeats, ír költő Nobel-díjas (* 1865)
- február 1. – Tamásy Árpád magyar honvédtiszt (Árpád Tamásy von Fogaras néven is említik) (* 1861)
- február 10. – XI. Piusz pápa (* 1857)<ref name="Barth">
- március 2. – Hankóczy Jenő mezőgazdasági kutató, a "farinométer" feltalálója (* 1879)
- március 3. – Rott Nándor veszprémi püspök (* 1869)
- április 19. – Vaszary János, festő (* 1867)
- április 28. – Habsburg–Tescheni Leó Károly főherceg osztrák főherceg, magyar és cseh királyi herceg, cs. és kir. lovassági százados, majd a Lengyel Köztársaság hadseregének tisztje, földbirtokos (* 1893)
- május 8. – Pierre Vaillant(wd) francia festő
- május 13. – Stanisław Leśniewski lengyel matematikus, logikus és filozófus (̇̽* 1886)
- július 28. – Badics Ferenc irodalomtörténész, az MTA tagja (* 1854)
- augusztus 5. – Jankovich Béla oktatáspolitikus, közgazdász, az MTA tagja, 1913–1917 között Magyarország vallás- és közoktatásügyi minisztere (* 1865)
- szeptember 1. – Orsós Ottó, biológus (* 1911)
- szeptember 2. – Hirmann Ferenc ércöntő gyáriparos (* 1855)
- szeptember 21. – Armand Călinescu, román kormányfő (* 1893)
- szeptember 23. – Sigmund Freud, osztrák neurológus (* 1856)
- szeptember 26. – Bláthy Ottó Titusz elektromérnök, akadémikus (* 1860)
- szeptember 30. – ’Sigmond Elek vegyészmérnök, az MTA rendes tagja (* 1873)
- október 3. – Györffy István, etnográfus, az MTA tagja (* 1884)
- október 27. – Csonka János, mérnök, a porlasztó feltalálója (* 1852)
- november 1. – Darányi Kálmán, politikus, miniszterelnök (* 1886)
- november 9. – Bleier Lili zongorista, hárfás, sanzonénekesnő (* 1899)
- november 20. – Kun Béla, magyar újságíró, kommunista politikus (* 1886)
- november 28. – James Naismith, amerikai tanár, a kosárlabda játék megalapítója (* 1861)
- november 29. – Eugen Kolisko, osztrák orvos-kémikus, fizikus, matematikus, író, antropozófus (* 1893)
- december 19. – Hans Langsdorff német kapitány (* 1894)

## Nobel-díjasok
- A Nobel-díjat a svéd Alfred Nobel alapította, 1901 óta adják át, melyet a Svéd Királyi Tudományos Akadémia ítél oda a tudomány, az irodalom és humanitárius területen kimagasló eredményt elért magánszemélyeknek, illetve intézményeknek.

| Fizikai            | Ernest Lawrence                                   |
| Kémiai             | Adolf Friedrich Johann Butenandt, Leopold Ruzicka |
| Orvosi-fiziológiai | Gerhard Domagk                                    |
| Irodalmi           | Frans Eemil Sillanpää                             |
| Béke               | nem adták ki                                      |